# 麗東軒

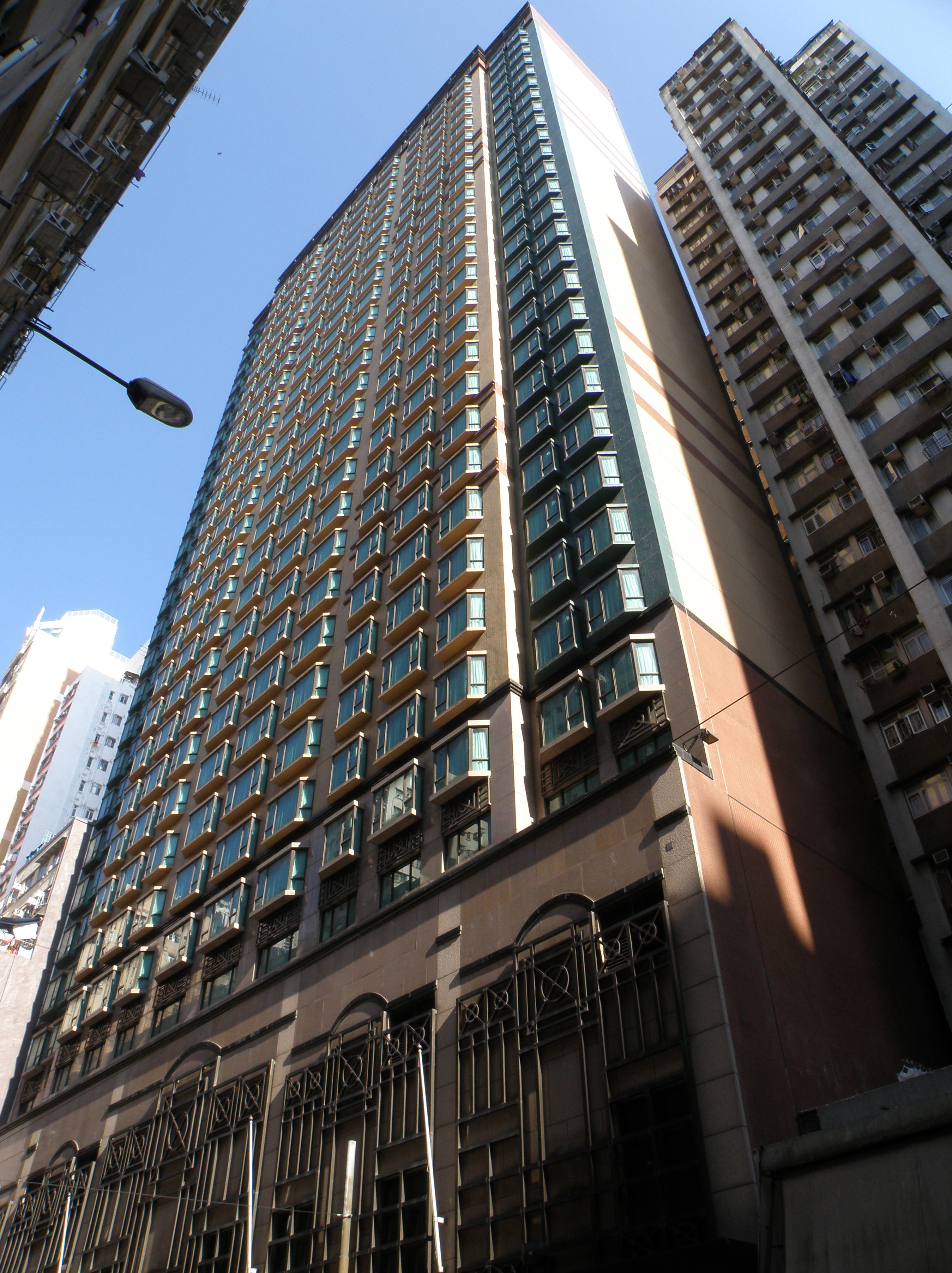
麗東軒

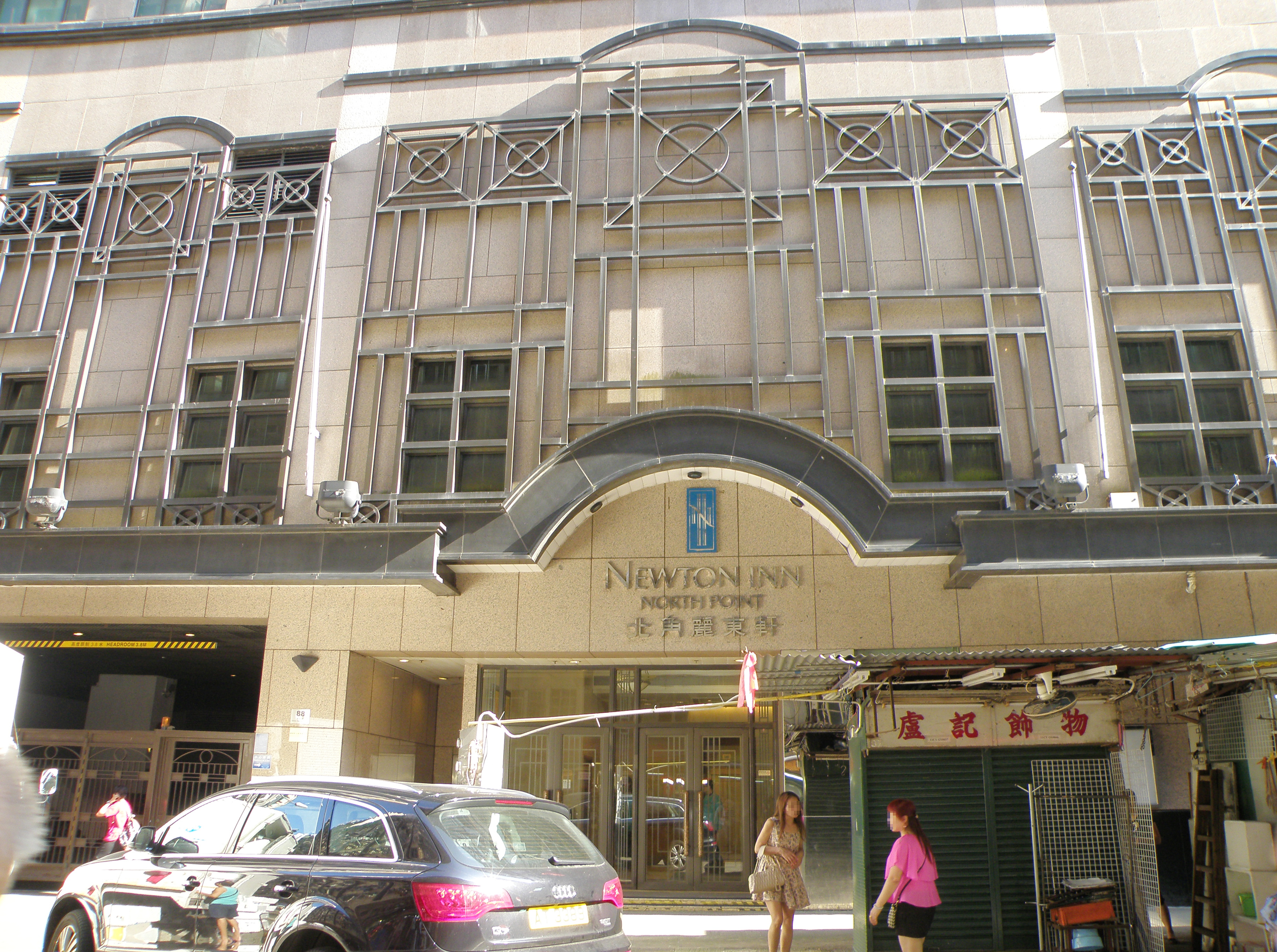
麗東軒入口

麗東軒（英語：Newton Inn）位於香港香港島北角春秧街88號，是恒基兆業旗下的三星級酒店，於1999年開業，共提供317間房，總樓面約15萬方呎。2012年曾經整棟放售，當時叫價港幣10億元。2017年2月17日，恆地宣佈將以10億放售，買家為順豪物業，交易完成後易名華大海景酒店。
2019年7月，加盟華美達酒店品牌，因而更名為華美達盛景酒店。

## 外部連結
- 官方網頁